# Ben-Zion Dinur
Ben-Zion Dinur (hebraico: בן ציון דינור) (janeiro de 1884 - 8 de julho de 1973) foi um ativista sionista, educador, historiador e político israelense.

## Carreira pedagógica e acadêmica
Em 1921, emigrou para a Palestina e de 1923 a 1948 serviu como professor e mais tarde como chefe do Jewish Teachers' Training College, em Jerusalém. Em 1936, foi nomeado professor de história judaica moderna na Universidade Hebraica e tornou-se professor em 1948 e professor emérito em 1952.
Como historiador, ele descreveu o sionismo na diáspora como "um enorme rio no qual fluíram todos os riachos e afluentes menores da luta judaica ao longo dos tempos", e traçando suas origens até 1700, quando a história registra uma primeira onda de poloneses Judeus emigrando para Jerusalém. Ele acreditava que o "fermento messiânico" desempenhou um papel crucial na história judaica, e introduziu a ideia de mered hagalut ("Revolta da Diáspora").

## Carreira política e cargo público
Foi eleito para o primeiro Knesset da lista do Mapai e atuou como Ministro da Educação e Cultura do terceiro ao sexto governo (1951 a 1955), quando foi responsável pela Lei Estadual de Educação de 1953, que pôs fim ao partido dominante sistema de educação "tendência".
De 1953 a 1959 foi presidente do Yad Vashem.

## Trabalhos publicados
- Lovers of Zion (1932–1934) (em hebraico)
- Our Rabbi Moshe Ben Maimon: His Life, Writings, Activities and Views (1935) (em hebraico)
- Simon Dubnow: for his 75th Birthday (1936) (em hebraico)
- Israel in its Land: From the First Days of Israel until the Babylonian Exile: Sources and Documents (1938) (em hebraico)
- Path Makers: Prominent Figures in the Sad History of the Return to Zion and the Renewal of Israel (1946) (em hebraico)
- The Changing of the Generations: Researches and Studies in the History of Israel from Early Modern Times (1955) (em hebraico)
- In Memory of Ahad Ha'am (1957) (em hebraico)
- Values and Methods: Problems of Education (1958) (em hebraico)
- A Vanished World: Memories of a Way of Life" (Biography) (1958) (em hebraico)
- Remember: Issues of the Holocaust and its Lessons (1958) (em hebraico)
- Israel in Exile 2nd Edition (expanded) five volumes (1958) (em hebraico)
- Days of War and Revolution: Memories of a Way of Life (1961) (em hebraico)
- My Generation: Characteristics and Traits of Scholars and Educators, Public Personalities and Gate Keepers (1964) (em hebraico)
- Benjamin Zeev Herzl: the Man, his Path and Personality, his Vision and Activities (1968) (em hebraico)
- Tractate Avot: Commentary and Explanation with Introduction (1972) (em hebraico)
- The Struggle of the Generations of Israel for its Land: from the Destruction of Betar until the Renewal of Israel (1975) (em hebraico)
- Generations of the Bible: Research and Studies to Understand the Bible and the History of Israel in that Period (1977) (em hebraico)
- Generations and Impressions: Researches and Studies in Israeli Historiography, its Problems and its History (1978) (em hebraico)